# Jukagir szerelmeslevelek

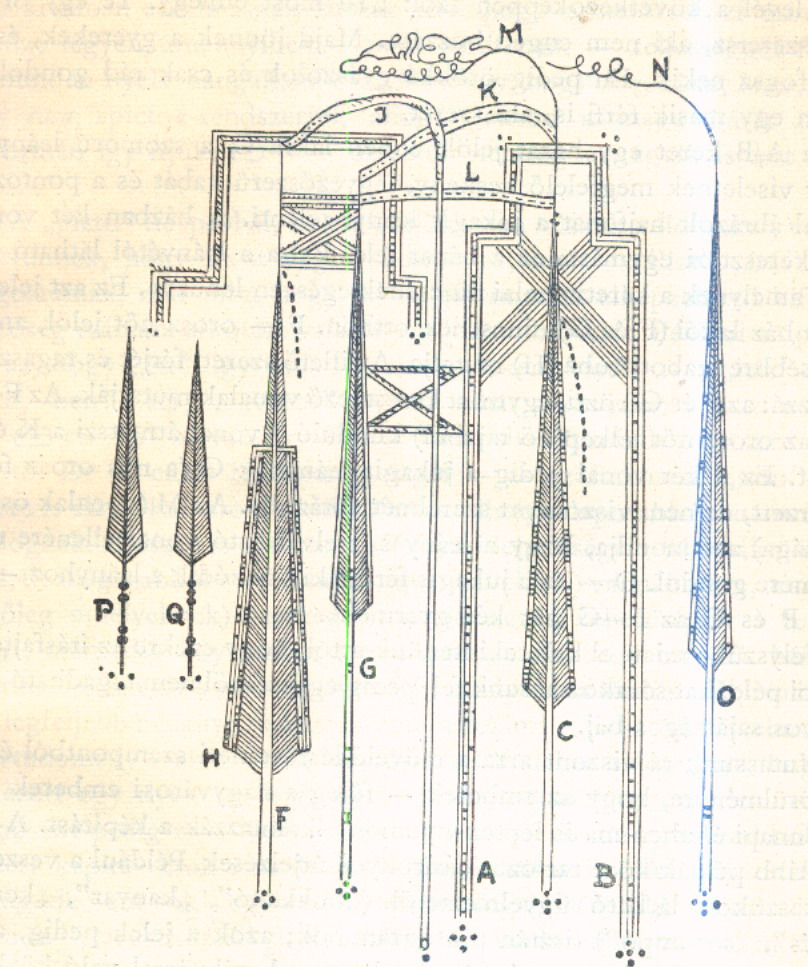
Jukagir szerelmeslevél Krahmer 1896-os könyvéből

Jukagir szerelmeslevelek az északkelet-szibériai jukagir nép fiatal leányai által kedvesüknek küldött, nyírfakéregbe éles késsel metszett szerelmeslevelek. E leveleket kizárólag fiatal lányok készítették, mivel a nép körében uralkodó erkölcsi normák nem engedték meg, hogy szerelmüket nyíltan, szóban is megvallják, ehhez csupán a fiatal férfiaknak volt joguk. A leányok az évente néhány alkalommal megtartott táncos ünnepségek során találhattak módot arra, hogy levelüket választottjukhoz eljuttassák. 
A levelek nem a hagyományos, betűkből álló írással készültek, sokkal inkább szimbólumokkal adnak elő egy történetet. Az egyik legszebb ilyen dokumentumot Krahmer tette közzé 1896-ban (lásd a képet). A levél így szól:
„Te most elmégy. Te egy orosz leányt szeretsz, aki nem enged hozzám. Majd jönnek a gyerekek, és te örülni fogsz nekik. Én pedig örökké gyászolok és csak rád gondolok, bár van egy másik férfi is, aki szeret."
A levél ideogramjainak értelmezése: Az A/B keret egy házat jelöl, itt lakik C, a szomorú leány. A jukagir viseletnek megfelelő keskeny, legyezőszerű kabát és a pontozott vonallal ábrázolt hajfonat a jukagir lányt jelenti. A házban két vonalköteg keresztezi egymást, ez a bánat jele. Balra a leányétól látható egy másik, amelynek a keretvonalai nincsenek egészen lehúzva, ez azt jelenti, hogy a ház lakói (F és G) nincsenek otthon. F jelöli az orosz nőt, amint a szélesebbre szabott ruha (H) mutatja. Az illető szereti a férjét és ragaszkodik hozzá, ezt az F és G közti, egymást keresztező vonalak mutatják. Az F-ből (az orosz nőből) kiinduló J vonal átmetszi a K és L vonalat. Ez a két vonal pedig a jukagir leánynak G (a nős orosz férfi) iránt érzett viszonzatlan szerelmét ábrázolja. Az M (vonalak összevisszasága) azt mondja, hogy a leány a J elválasztó vonal ellenére csak szerelmére gondol. O az a jukagir férfi, aki vonzódik a leányhoz, a kusza N vonal az ő szerelmét ábrázolja. P és Q az F-G pár két gyermeke. 
E szerelmeslevelek egészen a 20. század elejéig voltak fellelhetőek a jukagir hagyományban, mára a szokás – leginkább az írásbeliség elterjedésével – kiveszett.